# Diana Nikolic

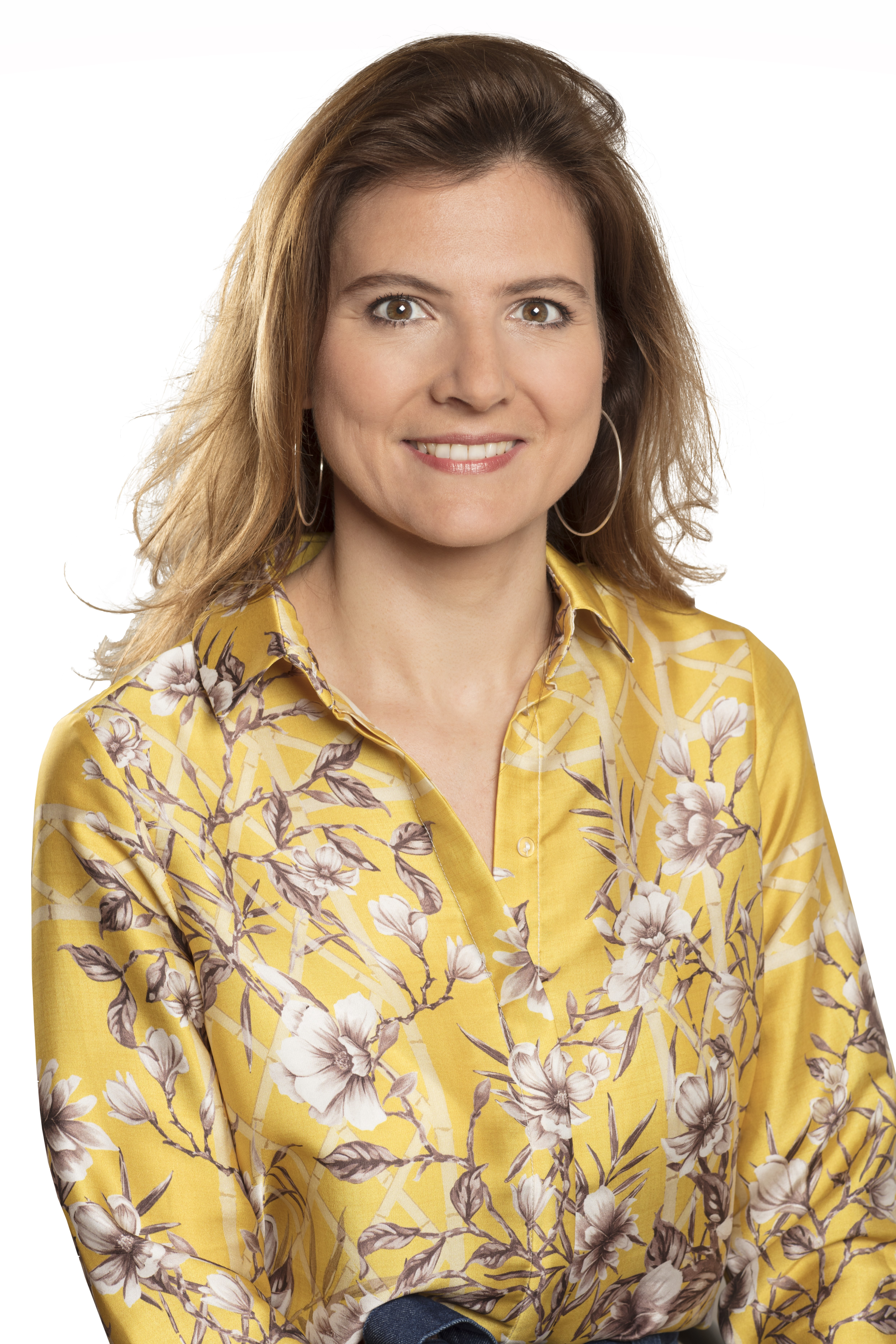
Diana Nikolic

Diana Nikolic (Luik, 12 oktober 1978) is een Belgisch politica voor de liberale MR.

## Levensloop
Nikolic heeft Joegoslavische roots, als dochter van een Servische vader en een Kroatische moeder. Op haar achttiende verwierf ze de Belgische nationaliteit. Na haar middelbare studies aan het Collège Saint-Jacques in Luik ging ze politieke wetenschappen en openbaar bestuur studeren aan de Universiteit Luik, waar ze in 2001 haar licentiaatsdiploma behaalde. Daarna behaalde ze in 2002 nog een postgraduaat in Europees beleid aan de ULB.
Van januari tot september 2003 werkte ze als parlementair medewerker voor Philippe Monfils, senator voor de MR. Vervolgens was ze van 2003 tot 2008 politiek raadgever van de partijvoorzitters van MR, Antoine Duquesne en vanaf 2004 Didier Reynders. Van 2008 tot 2011 was ze woordvoerder van het Belgisch Nucleair Forum, de sectorfederatie van de nucleaire sector. Daarna was ze van 2012 tot 2019 zaakvoerder van een consultancybedrijf gespecialiseerd in communicatie en strategie. Van 2017 tot 2018 was ze eveneens pr-verantwoordelijke, persattaché en communicatieverantwoordelijke van Hervé Jamar, provinciegouverneur van Luik.
Sinds december 2006 is Nikolic gemeenteraadslid van de stad Luik en sinds 2018 is ze in de Luikse gemeenteraad fractieleider voor haar partij. Als vertegenwoordiger van haar partij nam ze eveneens verschillende bestuursmandaten op: van 2007 tot 2011 bij de gasmaatschappij Association liégeoise du Gaz, van 2009 tot 2018 bij de openbare vervoersmaatschappij TEC in Luik-Verviers, van 2011 tot 2013 bij de intercommunale Tecteo, van 2013 tot 2016 bij AIDE, de Luikse intercommunale voor waterzuivering, van 2014 tot 2018 bij SORASI, de Luikse maatschappij voor de renovatie en sanering van industriële sites, van 2016 tot 2019 bij het Luikse drinkwaterbedrijf CILE en van 2017 tot 2018 bij de Haven van Luik.
Bij de Waalse verkiezingen van mei 2014 stond Nikolic als tweede opvolger op de MR-lijst in het arrondissement Luik. In december 2018 werd ze effectief lid van het Waals Parlement en het Parlement van de Franse Gemeenschap ter vervanging van Christine Defraigne. In de eerste assemblee nam ze voor de laatste zes maanden van de legislatuur zitting in de commissie Begroting, Energie en Klimaat, in de laatste assemblee werd ze lid van de commissie Cultuur en Kinderen. 
In mei 2019 werd ze herkozen als Waals Parlementslid en volksvertegenwoordiger van de Franse Gemeenschap. In het Waals Parlement werd Nikolic van 2019 tot 2022 voorzitter van de commissie voor gelijke kansen tussen mannen en vrouwen en tezelfdertijd vicevoorzitter van de commissie Energie, Leefmilieu en Klimaat. Daarna was er van 2022 tot 2024 lid van de commissie Algemene Zaken en Internationale Betrekkingen. Als Waals Parlementslid ging ze toeleggen op dossiers rond energie en elektriciteit, alsook op infrastructuurdossiers in de streek van Luik. In het Parlement van de Franse Gemeenschap zetelde Nikolic van 2020 tot 2022 in de commissie Begroting, Openbaar Ambt, Gelijke Kansen en Schoolgebouwen en in 2022 in de commissie Hoger Onderwijs, Onderwijs voor Sociale Promotie, Onderzoek, Universitaire Ziekenhuizen, Sport, Jeugd, Jeugdhulp, Justitiehuizen en Promotie van Brussel. In januari 2022 werd ze fractievoorzitter voor de MR in deze assemblee. 
Bij de Waalse verkiezingen van juni 2024 werd Nikolic opnieuw herkozen. Ze bleef vervolgens fractievoorzitter in het Parlement van de Franse Gemeenschap en was van juni tot juli 2024 eveneens tijdelijk MR-fractieleider in het Waals Parlement.